# Liste de personnalités liées à Colmar
Cet article dresse la liste des personnalités liées à Colmar dans le Haut-Rhin (France).

## Liées à la ville
- le prévôt Jean Roesselmann (XIIIe siècle) ;
- la mystique médiévale et auteure dominicaine Catherine de Gueberschwihr (morte vers 1330 ou 1345) ;
- le peintre et graveur Martin Schongauer (1450-1491) ;
- l'écrivain Jörg Wickram (v1505-v1562) ;
- Johann Daniel Schumacher (1690-1761) ;
- l'écrivain Théophile Conrad Pfeffel (1736-1809) ;
- l'homme politique Jean-François Reubell (1747-1807) ;
- le général Jean Rapp (1773-1821) ;
- l'amiral Armand Joseph Bruat (1796-1855) ;
- le sculpteur Auguste Bartholdi (1834-1904) ;
- le dessinateur et illustrateur Jean-Jacques Waltz (Hansi) (1873-1951) ;
- l'actrice Maria Schell (1926-2005)
- l'entraîneur de football Guy Roux (1938-).

## Nées à Colmar
- Caspar Isenmann (v. 1430-ap. 1480) peintre gothique ;
- Martin Schongauer (v. 1450-1491), illustre peintre et graveur de la proto-Renaissance ;
- Antoine Xavier Natal (1733-ap. 1801), maréchal de camp sous la Révolution française ;
- Théophile Conrad Pfeffel (1736-1809) : écrivain ;
- François Nicolas de Salomon (1739-1799), général de division de la Révolution française ;
- Henri Thomas Reubell (1742-1804), général de division de la Révolution française, frère aîné du Directeur Jean-François Reubell ;
- Sylvain de Golbéry (1742-1822), géographe ;
- Marin Pinelle (1743-1793), homme d'église, député aux États généraux ;
- Jean-François Reubell (1747-1807), en 1791, président de l'Assemblée nationale, membre du Directoire de 1795 à 1799 ;
- Jean-Michel Haussmann (1749-1824), chimiste et manufacturier ;
- Jean-Ulrich Metzger (1752-1836), membre du Directoire du Haut-Rhin, contribue à l'élaboration des articles organiques en 1802, membre du Directoire de la confession d'Augsburg ;
- Jean Dagobert d'Aigrefeuille (1753-1816), secrétaire général du Commissariat général de la République française à Mayence ;
- Jean-Georges Edighoffen (1759-1813), général de brigade de la Révolution et de l'Empire ;
- Jean-Jacques Karpff, dit Casimir (1770-1829), peintre. Il a réalisé un des portraits de l'impératrice Joséphine ;
- Jean-Jacques Kessel (1772-1847), général d'Empire, cousin du précédent ;
- Jean Rapp (1773-1821), général d'Empire, qui s'illustra entre autres durant la défense de l'Alsace contre l'envahisseur en 1815 ;
- Jean Georg Haffner (1775-1830), médecin militaire français ;
- Marie Antoine de Reiset (1775-1836), général d'Empire ;
- Jean-Jacques Reubell (1777-1847), général de brigade du Premier Empire, fils du Directeur Jean-François Reubell.
- Henri Boug d'Orschwiller (1783-1859), peintre de paysages et graveur ;
- Johan Stephan Decker (1784-1844), peintre ;
- Charles Xavier Thomas de Colmar (1785-1870), entrepreneur, homme d'affaires et inventeur de la première machine à calculer industrielle ;
- Marie Bigot (1786-1820), pianiste et compositrice ;
- Philippe de Golbéry (1786-1854), archéologue ;
- Armand Joseph Bruat (1796-1855), amiral français ;
- Charles Frédéric Koenig (1797-1874), avocat, homme politique, député du Haut-Rhin.
- Ignace Chauffour (1808-1879), juriste et homme politique ;
- Renaud Yves (1814-1884), homme politique ;
- Victor Chauffour (1819-1889), personnalité politique ;
- Auguste Nefftzer (1820-1876), journaliste ;
- Xavier Mossmann (1821-1893), journaliste, archiviste et bibliothécaire de la ville de Colmar ;
- Auguste Bartholdi (1834-1904), artiste sculpteur, auteur notamment de la statue de la Liberté à New York et du Lion de Belfort ;
- Émile Zurlinden (1837-1929), général de division et homme politique français ;
- Marie-Antoinette Lix (1839-1909), héroïne franco-polonaise ;
- Camille Sée (1847-1919), auteur d'une loi sur l'enseignement du second degré jeunes filles ;
- Émile Butscha (1847-1887), dessinateur, affichiste et illustrateur français ;
- Victor-Jean Daynes (1854-1938), peintre français ;
- André Kiener (1859-1928), industriel français ;
- Émile Wetterlé (1861-1931), prêtre, journaliste et homme politique ;
- Paul Gauckler (1866-1911), archéologue français ;
- Jean-Baptiste Lemire (1867-1945), compositeur et chef d'orchestre ayant composé la marche intitulée « Colmar » ;
- Rudolf Schwander (1868-1950), homme politique ;
- Jean-Jacques Waltz (Hansi) (1873-1951), illustrateur et conservateur du musée Unterlinden ;
- Maurice Betz (1898-1946), écrivain et traducteur ;
- André Hartemann (1899-1951), officier général ;
- Joseph Rey (1899-1990) homme politique, résistant et maire de Colmar de 1947 à 1977 ;
- Paul Wormser (1905-1944), champion olympique d'escrime et résistant ;
- Eric Edenwald (1909-1944) policier résistant mort au camp de concentration de Dachau ;
- Robert Borocco (1909-1971) résistant et diplomate ;
- Edmond Borocco (1911-1993) résistant et homme politique ;
- René Leidner (1921-2005), artiste peintre abstrait ;
- André Weber (1928-1996), acteur français ;
- Raymond Kaelbel (1932-2007), international de football, demi-finaliste de la Coupe du Monde 1958 ;
- Freddy Raphaël (1936-), sociologue ;
- Guy Roux (1938-), entraîneur de football ;
- Jean-Claude Schmitt (1946),  historien ;
- Charles Froliger (1946-1999), peintre plasticien ;
- Robin Hunzinger (1948-), cinéaste documentariste ;
- Rodolphe Burger (1957-), musicien et chanteur ;
- Jean-Christophe Thouvenel (1958-), international de football, champion olympique en 1984 ;
- Étienne-Marie Stirnemann, prêtre missionnaire fondateur des Foyers Saint-Joseph en Guinée ;
- Jean-Christian Bourcart (1960-), photographe ;
- Pierre Hermé (1961-), pâtissier français, surnommé par la presse américaine le « Picasso de la pâtisserie » ;
- Béatrice Hess (1961-) : championne para-olympique de natation ;
- Jérôme Mesnager (1961-) : peintre ;
- Thomas Bloch (1962-), musicien, compositeur et producteur français ;
- Stéphane Lippert (1966-), journaliste télévisuel français ;
- Joslan F. Keller, (1966-), auteur, romancier et conférencier français, historien de l'étrange ;
- Pascal Elbé (1967-), acteur et scénariste français ;
- Marc Keller (1968-), international de football ;
- Cendrine Wolf (1969-), auteur de littérature de jeunesse ;
- Vincent Boury (1969-), pongiste ;
- Aurélien Bory (1972-), metteur en scène français ;
- Chris Marques (1978-), danseur professionnel, juré de l'émission Danse avec les stars ;
- Lætitia Bléger (1981-), Miss France 2004 ;
- Didier Païs (1983-) : champion d'Europe de lutte ;
- Ryad Boudebouz (1990-), footballeur international algérien ;
- Pauline Lithard (1994-), joueuse de basket-ball.

## Décédées à Colmar
- Théophile Conrad Pfeffel (1736-1809) : écrivain ;
- Jean-Louis Schirmer (1739-1814), magistrat et homme politique ;
- Dominique Diettmann (1739-1794), général de brigade de la Révolution française ;
- Bernard Meinrad Meyer de Schauensée (1777-1860), général de brigade français d'origine suisse, de la Révolution et de l'Empire.
- Henri Lebert (1794-1862), artiste peintre et dessinateur ;
- Ignace Chauffour (1808-1879), juriste et homme politique ;
- Edmond Fleischhauer (1812-1896), entrepreneur et homme politique ;
- Renaud Yves (1814-1884), homme politique ;
- Urbain Adam (1815-1881), horloger ;
- Jean-Jacques Waltz (Hansi) (1873-1951), illustrateur et conservateur du musée Unterlinden ;
- Gustave Burger (1878-1927), homme politique ;
- René Spaeth (René d'Alsace)  (1890-1972), poète et journaliste régionaliste, fondateur de l'Académie d'Alsace
- Charles Kuentz (1897-2005), dernier vétéran alsacien de l'Armée impériale de Guillaume II de la Première Guerre mondiale ;
- Joseph Rey (1899-1990) homme politique, résistant et maire de Colmar de 1947 à 1977 ;
- Robert Borocco (1909-1971) résistant et diplomate ;
- Sauveur Ducazeaux (1910-1987), coureur cycliste ;
- Edmond Borocco (1911-1993) résistant et homme politique ;
- Simon Fuks (1911-2008), grand-rabbin ;
- Alfred Kern (1919-2001), écrivain, romancier, poète, plasticien et photographe ;
- Pierre Pleimelding (1952-2013), footballeur.